# Yordanis Arencibia
Yordanis Arencibia Verdecia (ur. 24 stycznia 1980 w Amancio) – kubański judoka, dwukrotnie brązowy medalista olimpijski, czterokrotny medalista mistrzostw świata.
Startuje w kategorii do 66 kg. Jego największym osiągnięciem jest brązowy medal igrzysk olimpijskich w Atenach i cztery lata później w Pekinie. Srebrny medalista mistrzostw świata w Rio de Janeiro (2007) oraz trzykrotnie brązowy (1999, 2001, 2003). Startował w Pucharze Świata w latach 1998–2003 i 2005–2009.

## Osiągnięcia

### Igrzyska olimpijskie
| Igrzyska olimpijskie | Data             | Kategoria | Miejsce |
| -------------------- | ---------------- | --------- | ------- |
| Ateny 2004           | 15 sierpnia 2004 | do 66 kg  |         |
| Pekin 2008           | 10 sierpnia 2008 | do 66 kg  |         |

### Mistrzostwa świata
- 1999 Birmingham -  brąz - do 66 kg
- 2001 Monachium -  brąz - do 66 kg
- 2003 Osaka -  brąz - do 66 kg
- 2007 Rio de Janeiro -  srebro - do 66 kg